# Ruriid
Ruriid est un îlot de l'État de Peleliu aux Palaos.

## Toponymie
L'île est également appelée Rurid Island.

## Géographie
L'altitude maximale de l'île est de 15 mètres.

## Sources
- (ceb) Cet article est partiellement ou en totalité issu de l’article de Wikipédia en cebuano intitulé « Ruriid » (voir la liste des auteurs).